# Acartophthalmus
Acartophthalmus là một chi ruồi duy nhất trong họ Acartophthalmidae. Chúng dài 1,0–2,5 milimét (0,04–0,10 in), và có màu xám hoặc đen, với các lông tơ ở râu. Chỉ có 4 loài trong chi này, chúng phân bố ở miền Toàn bắc; 2 trong số đó sống ở Vương quốc Liên hiệp Anh và Bắc Ireland. Cũng có những mẫu hóa thạch không chắc chắn về chúng.
Đặc điểm sinh học của Acartophthalmus hầu như chưa được biết đến. Con trưởng thành chủ yếu được tìm thấy trong các khu rừng, trong khi ấu trùng thì thường gặp trong các thân gỗ chết, hoặc các vật liệu hữu cơ đang phân hủy.

## Các loài
Có 4 loài trong chi này gồm:
- Acartophthalmus nigrinus (Zetterstedt, 1848)
- Acartophthalmus bicolor Oldenberg, 1910
- Acartophthalmus latrinalis Ozerov, 1986
- Acartophthalmus pusio Frey, 1947

## Hình ảnh